# قایق توپ‌دار چانگ شان
قایق توپ‌دار چانگ شان (به انگلیسی: Chinese gunboat Chung Shan) یک کشتی بود که طول آن ۶۵٫۸۷۳ متر (۲۱۶٫۱۲ فوت) بود. این کشتی در سال ۱۹۱۲ ساخته شد.